# São João do Cariri
São João do Cariri is een gemeente in de Braziliaanse deelstaat Paraíba. De gemeente telt 4.563 inwoners (schatting 2009).
De gemeente grenst aan Serra Branca, Gurjão, Parari, Santo André, Cabaceiras, São Domingos do Cariri, Barra de São Miguel, Caraúbas, Coxixola,